# Вышков (Брянская область)
Вы́шков — посёлок городского типа в Злынковском районе Брянской области России, административный центр Вышковского городского поселения.
Расположен на крайнем западе области, на реке Ипути (бассейн Днепра). Железнодорожная станция Злынка на линии Брянск — Гомель.

## История
Территорию нынешнего поселка переселенцы из села Старый Вышков стали заселять в 1853 году. Свои дома на местности, заросшей лесом и кустарниками, поставили 15 семей. Позднее через реку Ипуть была построена земляная плотина, а на ней мельница. Была сооружена сукновальня. Поселение стали именовать Новым (или) Малым Вышковом. В 1885 году рядом с поселением была проложена железная дорога «Брянск — Брест» и построена станция, названная по имени расположенного в 8 км южнее посада Злынкой.
В 1902 году в частной избе была открыта Маловышковская школа грамоты (в 1914 году переехала в специально построенное для неё здание).
В 1907 году, в 1,5 км от железнодорожной станции, недалеко от реки Ипуть, купец Афанасий Родионов основал спичечную фабрику. Причинами, побудившими его основать фабрику именно здесь, явились: крупные лесные массивы, и полноводная река, по которой сплавляли лес.
Село росло, станция требовала большого количества рабочих рук, здесь все чаще стали бывать и деловые люди из Москвы и Петербурга, многим из которых понравились живописные окрестности: чистый воздух, песчаные пляжи, прозрачные воды Ипути, сосновый лес. Постепенно берега реки были застроены красивыми дачными зданиями. Из дач образовался поселок, в советское время ставший местом, где любили отдыхать жители Москвы, Киева, Брянска, Гомеля и других городов. Дом отдыха «Злынка» функционировал на территории поселка до 1988 года.
С 1930-х годов до 1948 года Вышков входил в состав города 3лынка (территориально они отстоят друг от друга на 8 км). С 1949 года — рабочий посёлок (посёлок городского типа).
В окрестностях нынешнего Вышкова в середине XVIII века возник старообрядческий Малино-Островский Рождество-Богородицкий монастырь. В 1918 году он был закрыт, но монастырские церкви оставались действующими ещё в течение нескольких лет. В 1928 году их разобрали, а брёвна использовали для постройки школы-семилетки. Последних монахинь из Малинового Острова выселили год спустя.
Максимальное число жителей было зарегистрировано в 1959 году — 4830 человек.

## Население
| 1959  | 1970  | 1979  | 1989  | 2002  | 2009  | 2010  | 2012  | 2013  |
| ----- | ----- | ----- | ----- | ----- | ----- | ----- | ----- | ----- |
| 4833  | ↘4080 | ↘4061 | ↘3566 | ↘2940 | ↘2804 | ↘2700 | ↘2631 | ↘2590 |
| 2014  | 2015  | 2016  | 2017  | 2018  | 2019  | 2020  | 2021  |       |
| ↘2583 | ↘2510 | ↘2507 | ↗2532 | ↗2552 | ↗2574 | ↗2673 | ↘2497 |       |

## Экономика
Основное предприятием посёлка до 1999 года являлась спичечная фабрика «Ревпуть». В результате банкротства фабрика прекратила своё существование. Вблизи Вышкова ранее располагались санаторий, дом отдыха.
В посёлке находится ГБУЗ «Брянская областная туберкулёзная больница».

## Археология
В урочище «Малинов Остров» в пойме реки Ипуть у села Вышков детьми найден скелет в подмываемом рекой могильнике. На нём находилось 6 лунниц с красной эмалью, из которых одна уцелела. Ингумация датируется как IV – V веками, так и концом II – серединой III века.